# Elizabeth Gasper
Elizabeth Gasper nome artístico de Elsbeth Hella Manhardt (Chemnitz, 7 de fevereiro de 1938) é uma atriz brasileira nascida na Alemanha.
Foi uma das musas dos anos dourados de Ipanema ao lado de Leila Diniz, Regina Rosemburgo e Ira Etz, bairro carioca onde se instalou com sua família após esta ter fugido da Alemanha nazista. A fuga de sua família teria lembrado a da família Trapp, imortalizada no filme A Noviça Rebelde, conforme narra o jornalista Ruy Castro.
Em 1968, pouco antes da edição do Ato Institucional nº 5 pela ditadura militar brasileira, Elizabeth integrava o elenco da peça Roda Viva de Chico Buarque. Na passagem por Porto Alegre, ela e outros atores do elenco foram sequestrados pelo Comando de Caça aos Comunistas, uma organização paramilitar, e ficaram sob a mira de armas e sendo ameaçados, antes de serem libertados.

## Carreira

### Na televisão
| Ano  | Título                           | Personagem                           | Notas                            | Emissora          |
| ---- | -------------------------------- | ------------------------------------ | -------------------------------- | ----------------- |
| 1965 | 22-2000 Cidade Aberta            | —                                    |                                  | Rede Globo        |
| 1965 | O Porto dos Sete Destinos        | —                                    |                                  | TV Rio            |
| 1966 | A Noiva do Passado               | —                                    |                                  | TV Rio            |
| 1966 | Abnegação                        | —                                    |                                  | TV Excelsior      |
| 1966 | Anjo Marcado                     | Camila                               |                                  | TV Excelsior      |
| 1967 | Os Fantoches                     | Simone                               |                                  | TV Excelsior      |
| 1968 | A Última Testemunha              | Celina                               |                                  | TV Record         |
| 1968 | Os Tigres                        | —                                    |                                  | TV Excelsior      |
| 1968 | As Professorinhas                | Valda                                |                                  | TV Record         |
| 1969 | Era Preciso Voltar               | Kátia                                |                                  | Rede Bandeirantes |
| 1970 | Pigmalião 70                     | Helena                               |                                  | Rede Globo        |
| 1971 | Minha Doce Namorada              | Marly                                |                                  | Rede Globo        |
| 1972 | Na Idade do Lobo                 | —                                    |                                  | Rede Tupi         |
| 1973 | Divinas & Maravilhosas           | Márcia                               |                                  | Rede Tupi         |
| 1973 | A Volta de Beto Rockfeller       | Bruna                                |                                  | Rede Tupi         |
| 1976 | Tchan! A Grande Sacada           | Anete                                |                                  | Rede Tupi         |
| 1978 | O Direito de Nascer              | Condessa Victória de Monteverde      |                                  | Rede Tupi         |
| 1979 | Gaivotas                         | Mônica                               |                                  | Rede Tupi         |
| 1980 | As Três Marias                   | Júlia                                |                                  | Rede Globo        |
| 1981 | Os Imigrantes                    | Frida                                |                                  | Rede Bandeirantes |
| 1982 | Os Imigrantes - Terceira Geração | Frida                                |                                  | Rede Bandeirantes |
| 1983 | Maçã do Amor                     | Marlene                              |                                  | Rede Bandeirantes |
| 1983 | Acorrentada                      | Estela                               |                                  | SBT               |
| 1983 | Fernando da Gata                 | —                                    |                                  | Rede Globo        |
| 1984 | Rabo-de-Saia                     | —                                    |                                  | Rede Globo        |
| 1984 | A Máfia no Brasil                | —                                    |                                  | Rede Globo        |
| 1986 | Selva de Pedra                   | Hóspede do hotel                     |                                  | Rede Globo        |
| 1990 | Araponga                         | Marieta                              |                                  | Rede Globo        |
| 1990 | Rainha da Sucata                 | Mulher de Gouveia                    |                                  | Rede Globo        |
| 1991 | Grande Pai                       | Tia Dulce                            |                                  | SBT               |
| 1991 | Floradas na Serra                | Matilde Maia                         |                                  | Rede Manchete     |
| 1993 | A Justiça dos Homens             | —                                    | Episódio: "O Valor da Vida"      | SBT               |
| 2000 | Ô... Coitado!                    | Mofélia da Conceição Pinto de Coelho | Episódio: "Procura-se Marlene"   | SBT               |
| 2000 | Sandy & Junior                   | Galia Halffmet                       | Episódio: "Na Medida do Sucesso" | Rede Globo        |
| 2002 | Coração de Estudante             | Zoraide                              |                                  | Rede Globo        |
| 2006 | Belíssima                        | Ela mesma                            |                                  | Rede Globo        |
| 2006 | Cobras e Lagartos                | Madame Agapita                       |                                  | Rede Globo        |
| 2007 | Duas Caras                       | Beatriz                              |                                  | Rede Globo        |
| 2008 | Beleza Pura                      | Florinda                             |                                  | Rede Globo        |
| 2010 | Viver a Vida                     | Dona Telma                           |                                  | Rede Globo        |

### No cinema
| Ano  | Título                                     | Personagem      |
| ---- | ------------------------------------------ | --------------- |
| 1956 | Colégio de Brotos                          | Vedete          |
| 1956 | O Contrabando                              | —               |
| 1961 | Teus Olhos Castanhos                       | Maura Alves     |
| 1965 | Um Ramo para Luísa                         | Fernanda        |
| 1965 | O Beijo                                    | Viúva           |
| 1966 | Rio, Verão & Amor                          | Monique         |
| 1967 | Terra em Transe                            | Mulher da orgia |
| 1970 | Os Maridos Traem... e as Mulheres Subtraem | Luciana         |
| 1977 | A Casa das Tentações                       | Mônica          |
| 1984 | A Mulher-Serpente e a Flor                 | —               |

## Teatro[9]
- E o Espetáculo Continua (1956)
- Rio... de Janeiro a Janeiro (1957)
- Bela Época de 1900... e 58 (1958)
- O Bem-Amado (1961)
- O Asilado (1962)
- Os Filhos Terríveis (1963)
- Antígona (1964)
- As Inocentes do Leblon (1966)
- Roda Viva (1968)
- O Balcão (1969)
- O Primo da Califórnia (1972)
- Os Filhos Terríveis (1986)
- Pigmaleoa (1993)
- O Fiel Camareiro (1994)
- Ivanov (2000)
- Adorável Ricardo III (2003)
- Carlos Machado, O Rei da Noite (2006)